# Alex Popow

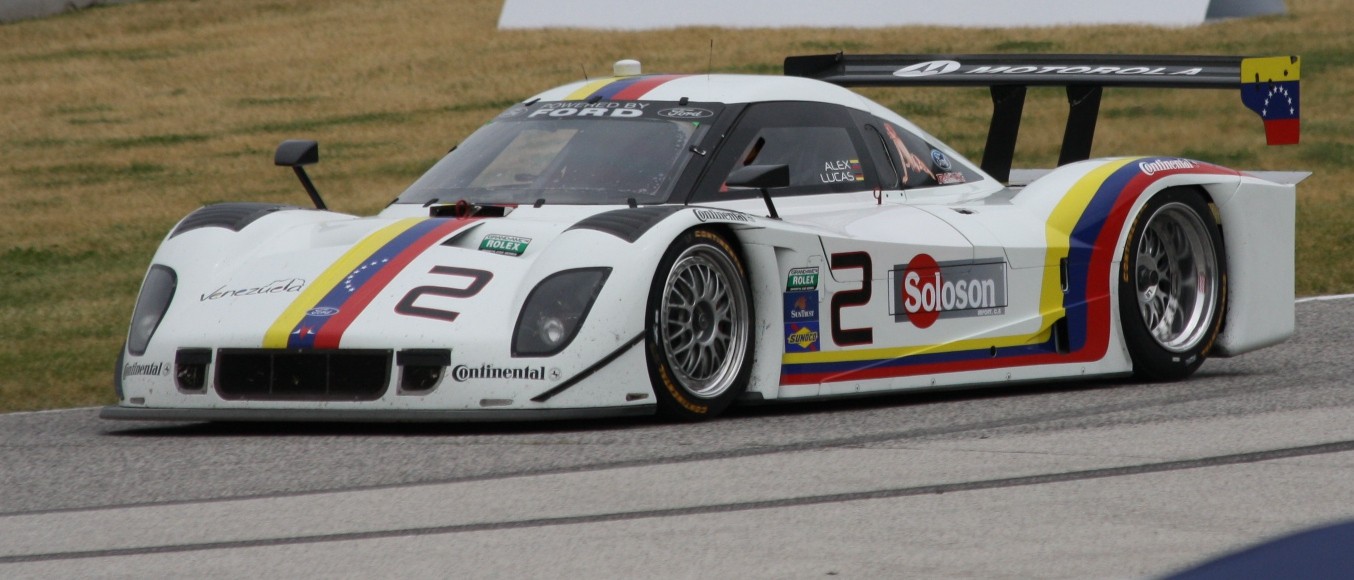
Riley-Ford DP de Alex Popow en la fecha de la Grand-Am en Road America 2012.

Alex Popow (9 de noviembre de 1975, Barcelona, Venezuela) es un piloto de automovilismo venezolano que compite en carreras de resistencia. Fue campeón de la clase LMPC en la American Le Mans Series en 2012, y resultó sexto de la clase Prototipos Daytona de la Grand-Am Rolex Sports Car Series en 2012 y octavo en 2013. Además obtuvo una victoria de clase en la 12 Horas de Sebring de 2012, y fue segundo absoluto de las 24 Horas de Daytona de 2012.

## Carrera deportiva
Popow comenzó su carrera de piloto en 1996, donde se consagró en el Campeonato Oriental de Automovilismo, categoría 2000cc, y el año siguiente logró defender el título. Logró salir bicampeón de la Copa Palio en 1998 y 1999, después pasa a la Copa Mustang y consigue salir campeón en año 2000 y 2002.
En el año 2004 participa en el campeonato colombiano de automovilismo de larga duración en el cual logra ganar una carrera para quedar en el tercer lugar general entre más de 70 vehículos participantes. Después de que en 2005 saliera campeón de la Fórmula 2000 Venezuela, en el 2006 Popow forma por primera vez un equipo de carreras totalmente venezolano, en la categoría Panam-GP Series, solo logrando un octavo puesto como mejor resultado.￼￼￼￼￼￼￼￼￼ ￼￼Desde 2007 hasta el 2009 compitió en el Campeonato de rally AWA 4×4, logrando a tercer puesto en la categoría LUV D-MAX TROPHY.
En 2010, Alex regresó al automovilismo para competir en el campeonato Latam Challenge Series, logrando 2 victorias para terminar tercero en la tabla general con 2 victorias y 6 podios. Al año siguiente, Alex disputó la Rolex Sports Car Series para Starworks Motorsports con un Prototipo Daytona Riley, terminó vigésimo en el campeonato de pilotos de la clase Prototipo Daytona. 
Su participación en el 2011 en su primer campeonato Grand-Am Popow fue nombrado “Novato del Año 2011” por Speed y Grand-Am Series. En la Supercopa SEAT León de México logró el segundo lugar y también compitió en el “Latam Formula 2000”, en el cual logró el cuarto lugar. En 2012 participó en las “24 Horas de Dubaí” y en las “12 Horas de Abu Dabi”, alcanzando en esta última carrera el tercer lugar. En el 50 Aniversario de las “24 Horas de Daytona”, logra junto a su equipo la Pole Position y luego de haber obtenido la mayor de cantidad de vueltas en la primera posición, termina en el segundo lugar. 
En la Grand-Am Rolex Sports Car Series Popow logró su primera victoria en Indianapolis, además de dos segundos puestos, y dos cuartos, de forma que terminó sexto en el campeonato de pilotos de prototipos. Aparte compitió en clase LMPC de la American Le Mans Series para el equipo CORE, en donde con 5 victorias de clase, logró el campeonato de pilotos de la LMPC. También participó de la fecha en Watkins Glen de la NASCAR Nationwide Series a bordo de un Toyota del equipo Tri-Star. Popow junto con Ryan Dalziel logró una victoria, dos segundos puestos y dos terceros en la temporada 2013 de la Grand-Am, sin embargo los malos resultados que obtuvo en el final de la temporada, hicieron que quedaran octavos en el campeonato de pilotos de la clase DP. En ese mismo año disputó tres carreras de la ALMS; como piloto de Rocketsports de la clase LMPC logró dos cuartos puestos en esa clase, y resultó tercero en la clase GTC en Mosport para TRG.